# Black Beauty (1946)
Black Beauty ist ein US-amerikanisches Filmdrama aus dem Jahr 1946 von Max Nosseck mit Mona Freeman und Richard Denning in den Hauptrollen. Das Drehbuch basiert auf dem gleichnamigen Roman von Anna Sewell. Die Titelrolle übernahm das bekannte Filmpferd Highland Dale, das hier zum ersten Mal vor der Kamera stand.

## Handlung
Im ländlichen England der 1880er Jahre zieht der Witwer Squire Wendon seine junge Tochter Anne auf. Ihr Vater hat ihr verboten, bei der Geburt ihrer Stute „Duchess“ dabei zu sein. Anne schleicht sich jedoch in den Stall und wird von ihrem Vater entdeckt, der ihr verbietet, die Stute je wieder zu reiten. Trotz dieser Strafe schenkt er Anne das Fohlen, weil es ihr Geburtstag ist, und sie nennt es „Black Beauty“. Während das Fohlen wächst, wächst auch ihre gegenseitige Zuneigung. Bill Dixon, ein junger Amerikaner, der die nahe gelegene Familie Carrington besucht, bewundert das Pferd und wird zum Tee eingeladen, muss aber ablehnen, da er am selben Nachmittag nach Amerika zurückkehrt.
Zwei Jahre später erhält Anne bei einer Geburtstagsfeier für Anne und Black Beauty ein Medaillon von Bill, das darauf hinweist, dass er bald zurückkehren wird. Nachdem Joe, der junge Stallbursche, Anne ein Zaumzeug geschenkt hat, unternimmt sie ihren ersten Ausritt auf Black Beauty, der sich als sehr gutes Springpferd erweist. Annes Vater ist erfreut darüber, dass sie Geduld, Selbstbeherrschung und Disziplin gelernt hat, als sie Reiterin wurde, möchte sie aber nun auf ein Internat schicken, um als junge Frau etwas gesellschaftliches Ansehen zu erlangen. Nach seinem Abschluss an der Yale University kehrt Bill nach England zurück, betrachtet Anne aber immer noch als Kind und pflegt die Gesellschaft der älteren Evelyn Carrington.
Eines Tages lädt Squire Wendon Bill ein, mit ihnen auszureiten. Um ihre erblühende Weiblichkeit zu betonen, beschließt Anne, im Damensattel zu reiten und ein Reitkostüm zu tragen. Zu Annes Bestürzung bringt Bill Evelyn mit, aber ihr Pferd lahmt, und Anne, die sich weigert, mitzukommen, leiht ihr Black Beauty. Anne ändert später ihre Meinung und wird, als sie auf einer besonders wilden Stute reitet, abgeworfen und bleibt bewusstlos liegen. Bill reitet auf Black Beauty, um den örtlichen Arzt zu rufen, der auf dem schwarzen Hengst zurückkehrt. Inzwischen wurde Anne nach Hause gebracht. Als sie dort ankommen, sagt der Arzt dem jungen Joe, dass Black Beauty sehr müde ist, eine Abkühlung braucht und seine aufgeschürften Beine mit Liniment eingerieben werden müssen. Obwohl Joe versucht, ihn davon abzuhalten, trinkt das Pferd kaltes Wasser, was es nicht tun sollte, wenn es überhitzt ist. Anne erholt sich schnell, entdeckt aber, dass Black Beauty krank ist, weil Joe ihn ohne Decke in der kalten Nachtluft herumgeführt hat. Das Pferd erholt sich, aber Joe verlässt die Anstellung beim Gutsherrn und gibt sich selbst die Schuld an Black Beautys Krankheit. Bill und Evelyn besuchen ihn und erregen Annes Eifersucht, die beschließt, dass sie jetzt auf ein Internat gehen sollte. John, der Pferdepfleger, erklärt sich bereit, sich während ihrer Abwesenheit um ihr Pferd zu kümmern.
Der örtliche Tierarzt stellt fest, dass Black Beautys Bein schwer infiziert ist und dass die sich ausbreitende Infektion so schwerwiegend ist, dass das Pferd getötet werden muss. Nachdem der Gutsherr John gebeten hat, Black Beauty zu erschießen, ist ein Schuss zu hören, aber John hat absichtlich danebengeschossen und versteckt sich mit dem Pferd. Als Anne von der Schule zurückkommt, bittet der Gutsherr John, ihr die schlechten Nachrichten zu überbringen, aber stattdessen erzählt er ihr die guten Nachrichten. Als Anne und John Black Beauty jedoch zurückholen wollen, stellen sie fest, dass die Person, die sich um ihn gekümmert hat, ihn an einen Pferdeauktionator abgegeben hat. Anne und John, denen der inzwischen romantisch interessierte Bill folgt, erfahren, dass Black Beauty als Zugpferd an einen Bäcker verkauft wurde. Nachdem sie ein Geschäft besucht haben, erwähnt der Bäcker gegenüber seinem Assistenten, dass seine Besucher nach einem schwarzen Pferd mit einem weißen Stern auf der Stirn gesucht hätten. Der Assistent entpuppt sich als Joe, der Anne und John hinterherläuft, um ihnen zu sagen, dass das Pferd in der Nähe im Stall steht. Während Anne und Bill nach dem Pferd suchen, peitscht Black Beautys Kutscher ihn aus, als ein anderer Kutscher eingreift. Als es zu einem Kampf kommt, fängt der Stall Feuer. Anne kommt an und versucht, Black Beauty aus dem Inferno zu retten. Bill erreicht den Stall gerade rechtzeitig, um sie beide zu retten. Später, nachdem Anne und Bill verheiratet sind, wird Black Beauty Vater eines Sohnes.

## Hintergrund
Gedreht wurde der Film vom 11. November bis zum 22. Dezember 1945.
Im Vorspann des Films wird die Zusammenarbeit und Zustimmung der American Humanist Association bei der Produktion des Films gewürdigt. Eine andere Texteinblendung lautet: „Diese Aufführung von Anna Sewells unsterblichem Klassiker wurde frei für die Leinwand adaptiert – wobei der schöne Geist dieser beliebtesten aller Pferdegeschichten sorgfältig bewahrt wurde.“
Mona Freeman und Richard Denning wurden von Paramount Pictures für die Produktion ausgeliehen.
Arthur Lonergan oblag die künstlerische Leitung. Verantwortlicher Toningenieur war John R. Carter.

## Veröffentlichung
Die Premiere des Films fand am 29. August 1946 in New York statt. In der Bundesrepublik Deutschland wurde er am 11. November 1995 im deutschen Fernsehen ausgestrahlt.

## Kritiken
Bosley Crowther von der The New York Times befand, die Produzenten geben in einem Vorwort zu, dass der Film eine „freie“ Adaption von Anna Sewells kleinem Klassiker ist, versichern aber, dass sie den Geist des Buches bewahrt haben. Es sei eine Sache, eine Kamera auf ein schönes, glänzendes Pferd zu richten und das Tier herumtänzeln und seiner liebevollen Herrin gegenüber Zuneigung zeigen zu lassen. Pferde seien wunderbare Schauspieler, und das Pferd in diesem Film sei kein schlechter. Aber es brauche mehr als nur einen freundlichen Geist, um einen Film am Laufen zu halten, und die Dinge, die Black Beauty widerfahren, von seiner Fohlengeburt bis zu seiner verzweifelten Lage als Arbeitspferd, erinnern allzu sehr an den kürzlich erschienenen „Smoky“. Und im menschlichen Teil der Geschichte haben die Drehbuchautoren nichts dazu beigetragen, das Interesse aufrechtzuerhalten.
Kaaren Sprager schrieb im Los Angeles Daily News, die perfekte Besetzung der Titelrolle sei so ziemlich das einzig Positive an dem Film.
Das Lexikon des internationalen Films schrieb: „Akzeptable, aber nicht sonderlich inspirierte Adaption eines abenteuerlichen Jugendromans.“